# Hermann Grote (Numismatiker)

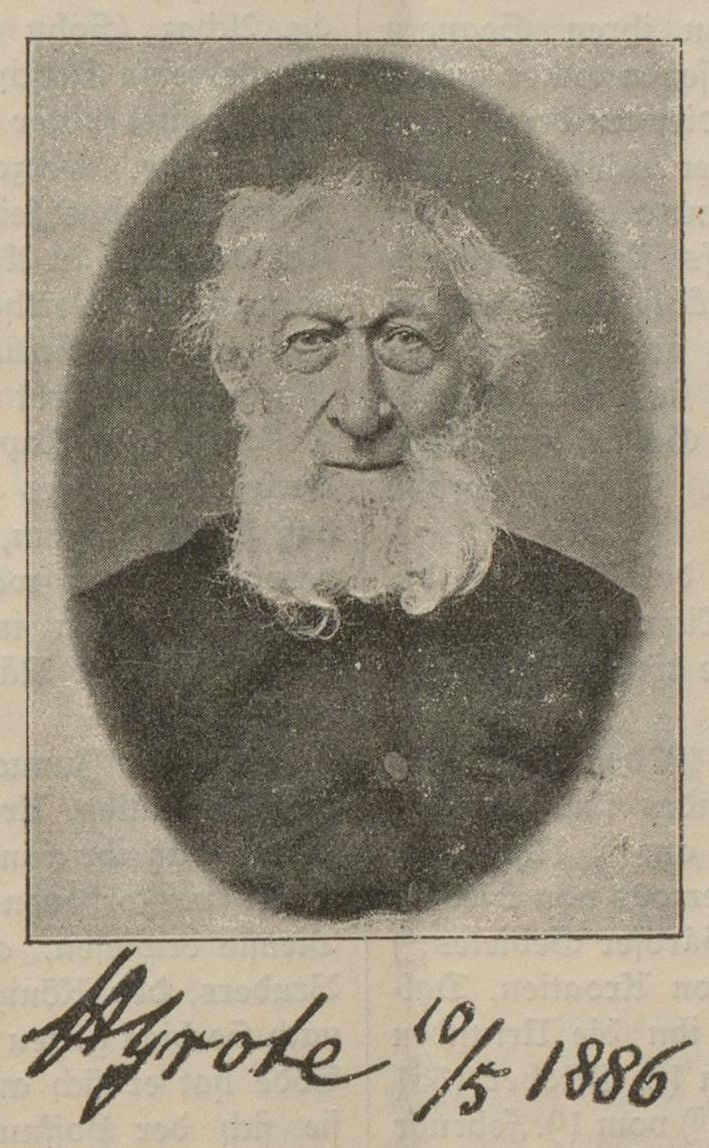
Hermann Grote

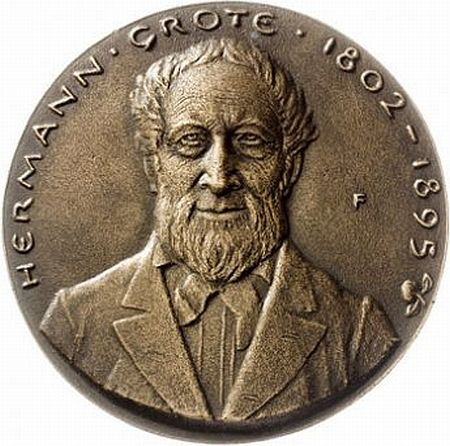
Gedenkmedaille für Herrmann Grote, zu dessen 100. Todestag, Bronzegussmedaille von W. Fitzenreiter/Gießerei Seiler, Schöneiche, 1995. (30 Exemplare)

Hermann Grote (* 28. Dezember 1802 in Hannover; † 3. März 1895 in Linden (Hannover)) war ein deutscher Numismatiker und Heraldiker, Autor und Herausgeber.

## Leben und Bedeutung
Grote studierte an der Georg-August-Universität Göttingen Rechtswissenschaften und war Mitglied des Corps Hannovera; sein Interesse galt aber lebenslang nicht so sehr der Jurisprudenz, sondern der Münzkunde (Numismatik). Später wurde er Konservator des königlichen Münzkabinetts in Hannover. 1851 wurde er wegen angeblicher Beteiligung an der Revolution 1848 aus dem Staatsdienst entlassen. Fortan lebte er in Hannover bis zu seinem Tode als Privatgelehrter.
Er war bedeutend als Kenner der mittelalterlichen Numismatik, hervorragend auf dem Gebiet der Heraldik und der Geldlehre. Grote gründete die Fachzeitschrift „Blätter für Münzkunde“ (Leipzig 1834–1844), die „Münzstudien“ (1855–1877), den „Numismatischen Anzeiger“ (1868/69) und redigierte die „Blätter für Münzfreunde“. Des Weiteren redigierte er die Hannoverschen Landesblätter.
Er war Mitbegründer des Heraldischen Vereins „Zum Kleeblatt“ in Hannover, Trägerverein der Niedersächsischen Wappenrolle.

## Schriften (Auswahl)
- als Herausgeber: Geschlechts- und Wappenbuch des Königreichs Hannover und des Herzogthums Braunschweig. Rümpler, Hannover 1852, (Erschienen als „Vollständige Ausgabe mit Abdrücken in Farben mit Gold und Silber“[1] sowie „nichtfarbige Ausgabe mit der Beschreibung der abgebildeten Wappen“).
- Münzstudien. Bd. 1–8 = Nr. 1–24, 1855/1857–1868/1875 (1877); Bd. 9, 1877, ZDB-ID 801699-9, (Photomechanischer Nachdruck. Akademische Druck- und Verlags-Anstalt, Graz 1969).
- Die Münsterschen Münzen des Mittelalters und das ältere Münz- und Geldwesen Westfalens. Hahn, Leipzig 1856, (Digitalisat; zuvor in Münzstudien).
- Geschichte des Königlich preußischen Wappens. Kritisch historisch und kunst-historisch. Hahn, Leipzig 1861, (zuvor in Münzstudien).
- Geschichte der Welfischen Stammwappen. Hahn, Leipzig 1863, (zuvor in Münzstudien).
- Osnabrück’sche Geld- und Münzgeschichte im Mittelalter. Hahn, Leipzig 1864, (Digitalisat; zuvor in Münzstudien).
- mit Ludwig Hölzermann: Lippische Geld- und Münzgeschichte. Hahn, Leipzig 1867, (zuvor in Münzstudien).
- Stammtafeln. Mit Anhang: Calendarium medii aevi (= Münzstudien. Bd. 9). Hahn, Leipzig 1877, (Digitalisat).

## Ehrungen
- Noch zu Grotes Lebzeiten wurde 1892 in der seinerzeit noch selbständigen Stadt Linden (heute: Stadtteil Linden-Nord in Hannover) die Grotestraße angelegt. Sie führt von der Limmerstraße zum Kötnerholzweg. Grote hatte in der Nähe dieser Straße gewohnt.[2]